# Hizla Upazila
Hizla Upazila är ett underdistrikt i Bangladesh. Det ligger i den södra delen av landet, 90 km söder om huvudstaden Dhaka.
Trakten runt Hizla Upazila består till största delen av jordbruksmark. Runt Hizla Upazila är det mycket tätbefolkat, med 1 177 invånare per kvadratkilometer.